# فرودگاه کرترسویل
فرودگاه کرترسویل (به انگلیسی: Cartersville Airport) یک فرودگاه همگانی بهره‌برداری هوایی است که یک باند فرود آسفالت دارد و طول باند آن ۱۷۵۶ متر است. این فرودگاه در کشور ایالات متحده آمریکا قرار دارد و در ارتفاع ۲۳۱ متری از سطح دریا واقع شده‌است.